# Bergstroemia nigrimaculata
Bergstroemia nigrimaculata är en ringmaskart som först beskrevs av Moore 1909.  Bergstroemia nigrimaculata ingår i släktet Bergstroemia och familjen Phyllodocidae. Inga underarter finns listade i Catalogue of Life.